# スコット・ロバートソン
スコット・ロバートソン（Scott Robertson、1974年8月21日 - ）は、ニュージーランドのラグビー指導者。現在は、ニュージーランド代表オールブラックスのヘッドコーチ。

## プロフィール
- ニュージーランド・タウランガ出身[1]。
- 現役時代のポジションはフランカー(FL)、ナンバーエイト(No8)。
- ニュージーランド代表通算キャップ数は23でラグビーワールドカップ1999のニュージーランド代表に選ばれた[2]。
- クルセイダーズのヘッドコーチ就任後、試合が勝った時にはブレイクダンスを披露している[3]。

## 略歴
ベイ・オブ・プレンティ、カンダベリー、クルセイダーズ、USAペルピニャンを経て、リコーブラックラムズ(現・リコーブラックラムズ東京)に加入。同年9月17日に行われたジャパンラグビートップリーグ第3節神戸製鋼コベルコスティーラーズ戦に途中出場で日本での公式戦初出場を果たす。翌2007年、現役を引退した。
現役引退後、カンダベリー、U20ニュージーランド代表のコーチを歴任して、2017年、クルセイダーズのヘッドコーチに就任。
2023年、ラグビーワールドカップ2023終了後、イアン・フォスターの後を受けてニュージーランド代表のヘッドコーチに就任予定。